# Tours rondes d'Irlande

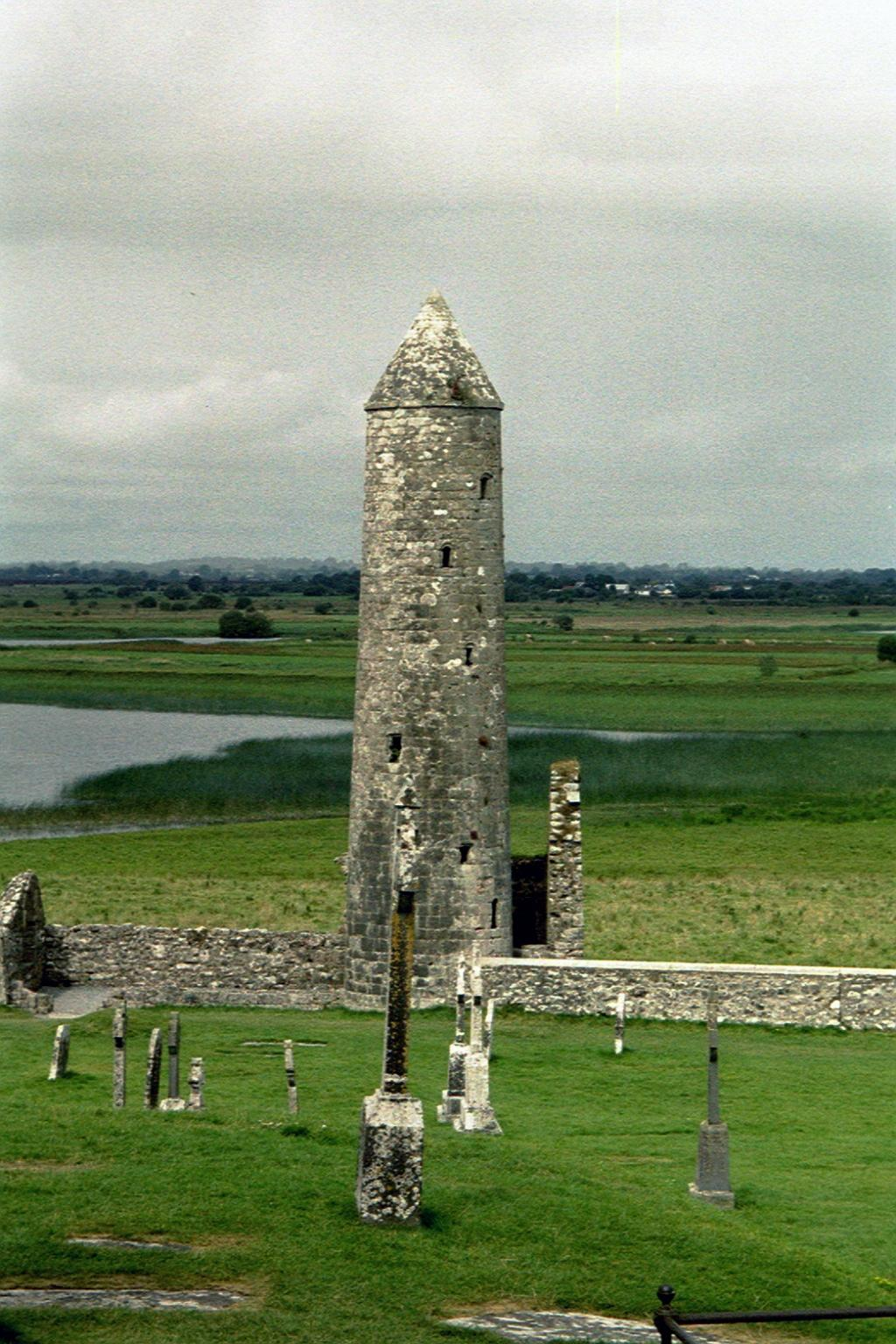
Tour ronde de Clonmacnoise.

Les tours rondes d'Irlande sont des tours de pierre du Moyen Âge, d'une forme particulière que l’on trouve principalement en Irlande. On en connaît également deux en Écosse et une sur l'île de Man.
Bien que leur usage soit controversé, il est probable qu'elles aient été utilisées comme clochers ou comme refuges.
Elles sont généralement situées à proximité d'une église ou d’un monastère, la porte de la tour faisant face à l'entrée ouest de l'église. Ce principe a permis de déterminer sans faire de fouilles l'emplacement d’églises disparues, là où les tours existent encore.

## Construction

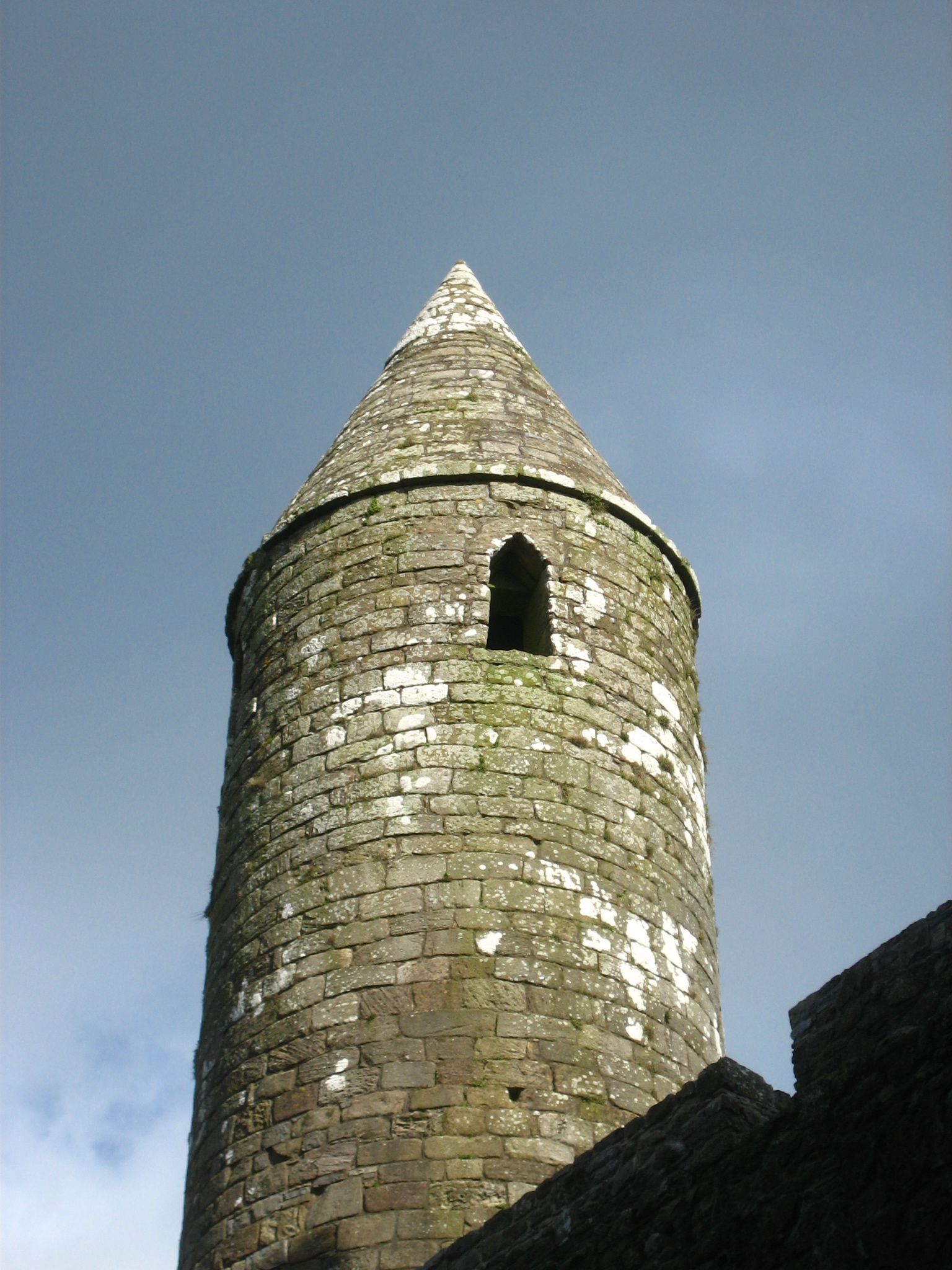
Toit de la tour ronde de Rock of Cashel.

La hauteur de ces tours varie entre 18 et 40 mètres ; celle du monastère de Kilmacduagh est la plus haute encore dressée. Le type de maçonnerie a évolué, depuis des moellons bruts dans les plus anciennes, jusqu'à des pierres taillées à joints nets pour les plus récentes.
La partie inférieure est une construction solide, avec une porte unique située à deux ou trois mètres du sol ; l'accès n'est possible que par une échelle. L'intérieur est divisé en plusieurs étages au plancher de bois, communiquant par des échelles. Les fenêtres, haut placées sont en forme de meurtrières. Le toit, également en pierre, est le plus souvent conique ; quelques-unes de ces tours sont toutefois couronnées par des créneaux.
Ces édifices ont été probablement bâtis entre le IXe siècle et le XIIe siècle. L'Irlande en a compté environ cent-vingt ; la plupart sont maintenant en ruines, et une vingtaine sont en parfait état. En Écosse, les deux tours survivantes sont situées à Brechin et à Abernethy.
La seule tour de cette espèce à avoir une base hexagonale est à Kinneigh, dans le comté de Cork, et date de 1014. Celle de Clondalkin est la seule d'Irlande à avoir gardé sa toiture d'origine.

## Usage
La finalité de ces tours est longtemps restée obscure. Selon une théorie populaire, ces tours étaient des retranchements contre les envahisseurs Vikings. Si un guetteur en poste dans la tour repérait une troupe viking, la population environnante (ou tout au moins les religieux) pouvait s'y réfugier et enlever l'échelle d'accès. La tour aurait aussi permis de mettre à l'abri du pillage les reliques et trésors religieux.
Cette théorie a quelques failles. Plusieurs de ces tours ne sont pas idéalement placées pour permettre une surveillance efficace et se prémunir des attaques. Les portes de bois pouvaient être facilement brûlées ; la forme de cheminée de la tour aurait propagé dans les étages la fumée du feu et asphyxié les occupants.
Ce serait pour renforcer la solidité de la structure que les entrées seraient placées au-dessus du sol, plutôt qu'un moyen de défense. Les tours sont généralement construites sur des fondations peu profondes, et une porte au niveau du sol affaiblirait la résistance de l'édifice. Leur section circulaire a permis à de nombreuses tours de résister aux vents de tempêtes, et également grâce à la masse de pierre et de terre contenue dans le niveau inférieur à la porte d’entrée.
George Petrie, un érudit du XIXe siècle, suggère que ces tours devaient servir de clochers, à l'imitation des clochers populaires en Europe continentale. Le mot irlandais pour désigner ces tours est cloictheach, qui se traduit littéralement par « maison de la cloche. »

## Tours symboliques

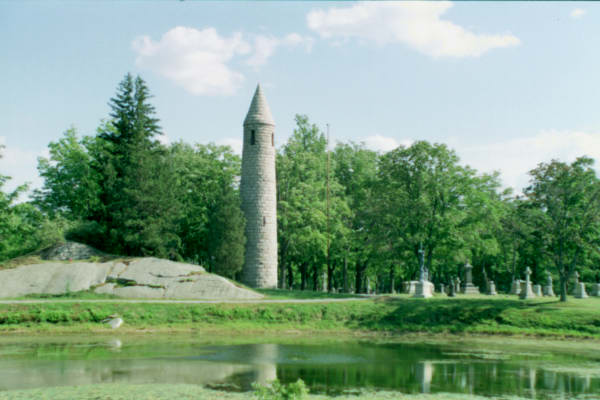
Mémorial du cimetière de Milford

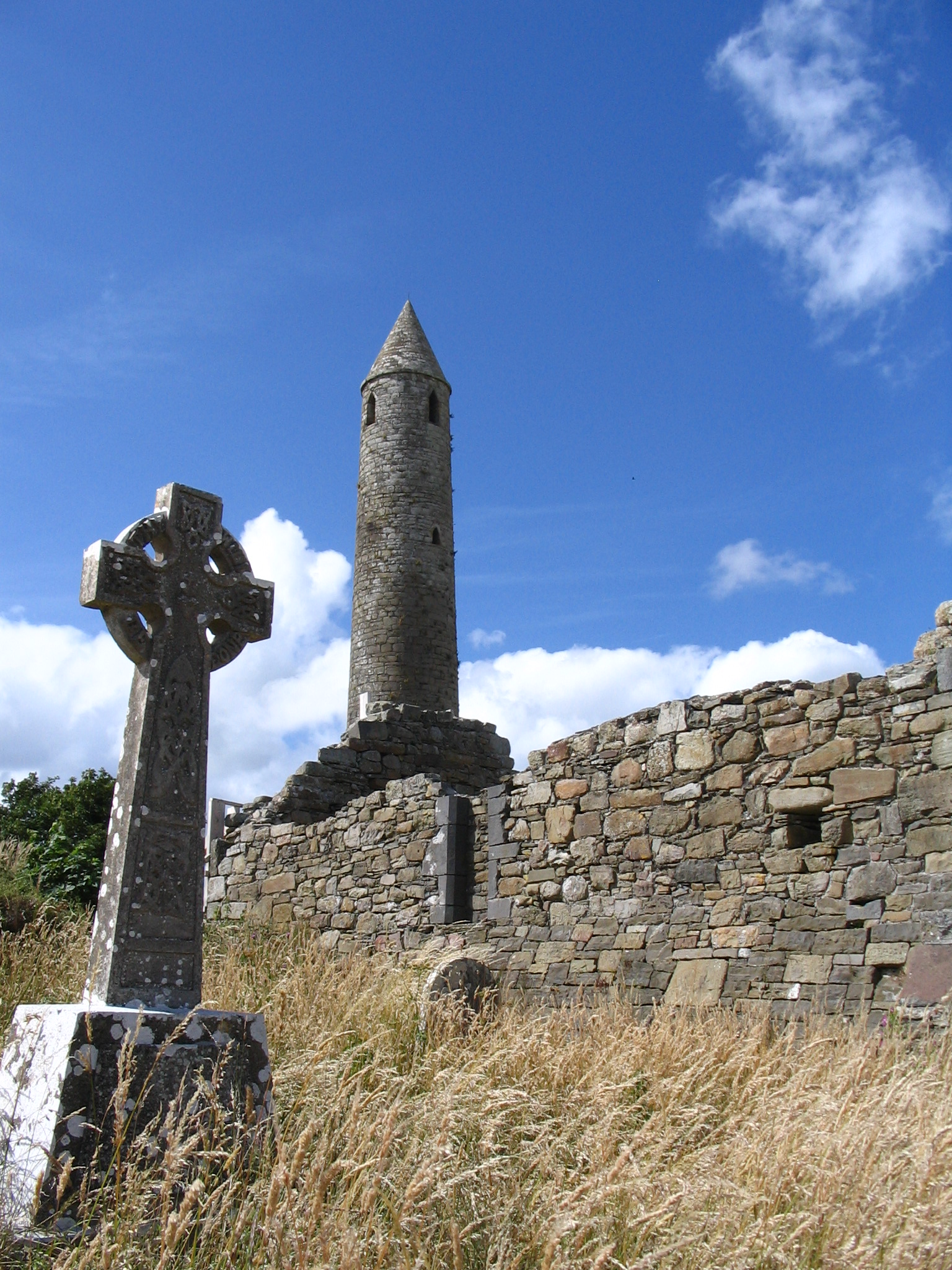
La tour ronde de Ratoo, Comté de Kerry

Au XIXe siècle une tour ronde a été construite dans le cimetière de Milford, dans le Massachusetts, comme mémorial pour les milliers d'émigrants irlandais qui y reposent. Construite en granit, c’est la seule d'Amérique du Nord.
Le Pencil de la ville de Largs est un monument construit en 1912 pour commémorer la victoire écossaise de bataille de Largs, le plus important engagement militaire de la guerre écosso-norvégienne.
Le monument aux morts pour commémorer les soldats irlandais morts pendant la Première Guerre mondiale, à Messines près d'Ypres en Belgique, consiste également en une tour ronde. Dans les fondations sont inclus des fragments d’un baraquement de soldats britanniques provenant de Tipperary.

## Liste de tours rondes en Irlande
- Aghadoe Round Tower
- Aghagower Round Tower
- Ardmore Round Tower
- Balla Round Tower
- Cashel Round Tower
- Castledermot Round Tower
- Clonmacnoise Round Towers
- Cloyne Round Tower
- Donaghmore Round Tower
- Dysert O'Dea Round Tower
- Fertagh Round Tower
- Glendalough Round Tower
- Kells Round Tower
- Kildare Round Tower
- Kilkenny Round Tower
- Killala Round Tower
- Killmacduagh Round Tower
- Kilree Round Tower
- Kinneigh Round Tower
- Meelick Round Tower
- Monasterboice Round Tower
- Rattoo Round Tower, Kerry
- Timahoe Round Tower
- Tullaherin Round Tower
- Turlough Round Tower